# Arthrocaulon
Arthrocaulon is een geslacht uit de amarantenfamilie (Amaranthaceae). De soorten uit het geslacht komen voor van in Macaronesië en het Middellandse Zeegebied tot op het Arabisch schiereiland en in Senegal en Angola.

## Soorten
- Arthrocaulon franzii (Sukhor.) Piirainen & G.Kadereit
- Arthrocaulon macrostachyum (Moric.) Piirainen & G.Kadereit
- Arthrocaulon meridionalis Est.Ramírez, Rufo, Sánchez Mata & Fuente

... · 
Achyranthes · 
Aerva ·
Alternanthera ·
Amaranthus (Amarant) · 
Atriplex (Melde) · 
Axyris · 
Bassia (Zoutkruid) · 
Beta (Biet) · 
Blitum (Spiesganzenvoet) · 
Celosia · 
Chenopodium (Ganzenvoet) · 
Corispermum (Vlieszaad) · 
Dysphania · 
Halimione (Zoutmelde) · 
Halocnemum · 
Halothamnus · 
Haloxylon · 
Kochia · 
Krascheninnikovia · 
Polycnemum (Knarkruid) · 
Patellifolia · 
Ptilotus · 
Pupalia ·
Salicornia (Zeekraal) · 
Salsola (Loogkruid) · 
Spinacia · 
Suaeda · 
Traganum · 
...